# Ceropegia paricyma
Ceropegia paricyma är en oleanderväxtart som beskrevs av Nicholas Edward Brown. Ceropegia paricyma ingår i släktet Ceropegia och familjen oleanderväxter. Inga underarter finns listade i Catalogue of Life.